# 愛德華·布洛赫
爱德华·布洛赫（Eduard Bloch，1872年1月30日—1945年6月1日）是一位奥地利医生，曾在林茨行医，他在1907年之前也是阿道夫·希特勒及其家庭的家庭医师。希特勒的母亲克拉拉（Klara）罹患乳腺癌濒死期间，布洛赫減免了希特勒家一定的费用。1938年纳粹德国吞并奥地利时，由于布洛赫是奥地利犹太人，希特勒特意親自出面保護他的人身安全。水晶之夜以及德国反犹情绪激化后，希特勒允许布洛赫移民美国，后者在美国一直呆到1945年最終因胃癌去世。